# Naturbahnrodel-Europapokal
Der Naturbahnrodel-Europapokal war ein von 1967 bis 1995 jährlich ausgetragener Wettbewerb im Naturbahnrodeln.
Der Europapokal wurde von den Rodelvereinen aus Inzing in Österreich, Olang in Italien und Unterammergau in Deutschland gegründet und von diesen ab 1967 abwechselnd durchgeführt. In den 1980er-Jahren wurden die Rennen mehrmals in Oberperfuss statt in Inzing ausgetragen. Der Europapokal war nach der Trennung von Kunstbahnrodeln – das seit 1964 eine olympische Sportart ist – und Naturbahnrodeln eines der ersten internationalen Rodelrennen auf Naturbahn. Neben der 1970 erstmals ausgetragenen Europameisterschaft und der seit 1979 stattfindenden Weltmeisterschaft zählte der Europapokal bis zur Einführung des Weltcups im Jahr 1992 zu den wichtigsten Wettkämpfen. Der 29. und letzte Europapokal fand 1995 statt. Ausgetragen wurde er allerdings nur 26-mal, da 1987, 1990 und 1994 die Rennen wegen ungünstiger Witterungsbedingungen abgesagt werden mussten. Fast alle Siege in den drei Disziplinen Einsitzer Damen, Einsitzer Herren und Doppelsitzer gingen an Rodler aus Österreich oder Italien. Nur die Russin Ljubow Panjutina erzielte 1991 den einzigen Sieg für eine andere Nation.

## Ergebnisse
| Bezeichnung und Austragungsort     | Disziplin         | 1. Platz                                | 2. Platz                            | 3. Platz                                 |
| ---------------------------------- | ----------------- | --------------------------------------- | ----------------------------------- | ---------------------------------------- |
| 1. Europapokal 1967 Inzing         | Einsitzer Damen   | Antonia Huter                           | Hannelore Plattner                  | Johanna Huttary                          |
| 1. Europapokal 1967 Inzing         | Einsitzer Herren  | Franz Hinterlechner                     | Hans Graber                         | Franz Pitter                             |
| 1. Europapokal 1967 Inzing         | Doppelsitzer      | Walter Oberprantacher Albert Gufler     | Richard Huter Josef Huter           | Josef Norrer Herbert Braunhofer          |
| 2. Europapokal 1968 Olang          | Einsitzer Damen   | Antonia Huter                           | Ruth Oberhöller                     | Dora Pitterle                            |
| 2. Europapokal 1968 Olang          | Einsitzer Herren  | Albert Gufler                           | Franz Pitter                        | Gottfried Lexer                          |
| 2. Europapokal 1968 Olang          | Doppelsitzer      | Anton Obernosterer Gottfried Lexer      | Richard Huter Klaus Motz            | Willi Haslwanter Helmut Oberthanner      |
| 3. Europapokal 1969 Unterammergau  | Einsitzer Damen   | Antonia Huter                           | Annemarie Ebner                     | Edith Vollger                            |
| 3. Europapokal 1969 Unterammergau  | Einsitzer Herren  | Engelbert Peintner                      | Anton Obernosterer                  | Ludwig Nöhmeier senior                   |
| 3. Europapokal 1969 Unterammergau  | Doppelsitzer      | Anton Obernosterer Gottfried Lexer      | Hans Graber Erich Graber            | Willi Haslwanter Helmut Oberthanner      |
| 4. Europapokal 1970 Inzing         | Einsitzer Damen   | Angelika Schafferer                     | Elma Gassler                        | Annemarie Ebner                          |
| 4. Europapokal 1970 Inzing         | Einsitzer Herren  | Erich Graber                            | Roman Pichler                       | Josef Niedermair                         |
| 4. Europapokal 1970 Inzing         | Doppelsitzer      | Hans Graber Erich Graber                | Anton Obernosterer Gottfried Lexer  | Franz Pitter Albert Glanzl               |
| 5. Europapokal 1971 Inzing         | Einsitzer Damen   | Annemarie Ebner                         | Antonia Mair                        | Angelika Schafferer                      |
| 5. Europapokal 1971 Inzing         | Einsitzer Herren  | Anton Obernosterer                      | Karl Flacher                        | Gottfried Lexer                          |
| 5. Europapokal 1971 Inzing         | Doppelsitzer      | Anton Obernosterer Gabriel Obernosterer | Willi Haslwanter Helmut Oberthanner | Rupert Hell Walter Pirkmann              |
| 6. Europapokal 1972 Unterammergau  | Einsitzer Damen   | Martha Ruech                            | Cordula Gritsch                     | Ruth Oberhöller                          |
| 6. Europapokal 1972 Unterammergau  | Einsitzer Herren  | Helmut Kleinhofer                       | Karl Flacher                        | Anton Weißbacher                         |
| 6. Europapokal 1972 Unterammergau  | Doppelsitzer      | Helmut Kleinhofer Karl Flacher          | Ernst Buchwieser Reinhard Ott       | Hubert Köberl Fritz Strohmeier           |
| 7. Europapokal 1973 Olang          | Einsitzer Damen   | Martha Ruech                            | Berta Pichler                       | Helene Mitterstieler                     |
| 7. Europapokal 1973 Olang          | Einsitzer Herren  | Erich Graber                            | Heinz Kleinhofer                    | Engelbert Fuchs                          |
| 7. Europapokal 1973 Olang          | Doppelsitzer      | Richard Huter Klaus Motz                | Ernst Stangl Erwin Eichelberger     | Siegfried Wild Othmar Hofer              |
| 8. Europapokal 1974 Inzing         | Einsitzer Damen   | Klara Niedertscheider                   | Martha Ruech                        | Annemarie Ebner                          |
| 8. Europapokal 1974 Inzing         | Einsitzer Herren  | Ernst Stangl                            | Engelbert Fuchs                     | Erwin Eichelberger                       |
| 8. Europapokal 1974 Inzing         | Doppelsitzer      | Engelbert Fuchs Gottfried Kreuzer       | Robert Jud Hans Graber              | Siegfried Wild Othmar Hofer              |
| 9. Europapokal 1975 Unterammergau  | Einsitzer Damen   | Klara Niedertscheider                   | Elfriede Pirkmann                   | Hilde Palfinger                          |
| 9. Europapokal 1975 Unterammergau  | Einsitzer Herren  | Josef Mahlknecht                        | Helmut Kleinhofer                   | Ernst Stangl                             |
| 9. Europapokal 1975 Unterammergau  | Doppelsitzer      | Johann Mair Michael Plaikner            | Josef Mahlknecht Josef Planötscher  | Helmut Kleinhofer Heinz Kleinhofer       |
| 10. Europapokal 1976 Olang         | Einsitzer Damen   | Klara Niedertscheider                   | Annemarie Ebner                     | Hilde Fuchs                              |
| 10. Europapokal 1976 Olang         | Einsitzer Herren  | Engelbert Fuchs                         | Michael Plaikner                    | Erich Graber                             |
| 10. Europapokal 1976 Olang         | Doppelsitzer      | Albert Hellweger Christian Oberhöller   | Engelbert Fuchs Gottfried Kreuzer   | Helmut Hutter Josef Theurl               |
| 11. Europapokal 1977 Inzing        | Einsitzer Damen   | Elfriede Pirkmann                       | Ruth Oberhöller                     | Hilde Fuchs                              |
| 11. Europapokal 1977 Inzing        | Einsitzer Herren  | Klaus Motz                              | Richard Huter                       | Helmut Hutter                            |
| 11. Europapokal 1977 Inzing        | Doppelsitzer      | Wolfgang Erlacher Alfred Kogler         | Helmut Hutter Josef Theurl          | Richard Huter Klaus Motz                 |
| 12. Europapokal 1978 Unterammergau | Einsitzer Damen   | Helene Mitterstieler                    | Elfriede Pirkmann                   | Herta Hafner                             |
| 12. Europapokal 1978 Unterammergau | Einsitzer Herren  | Werner Beikircher                       | Damiano Lugon                       | Alfred Kogler                            |
| 12. Europapokal 1978 Unterammergau | Doppelsitzer      | Wolfgang Erlacher Alfred Kogler         | Helmut Hutter Josef Theurl          | Richard Huter Klaus Motz                 |
| 13. Europapokal 1979 Olang         | Einsitzer Damen   | Roswitha Fischer                        | Herta Hafner                        | Barbara Hengi                            |
| 13. Europapokal 1979 Olang         | Einsitzer Herren  | Michael Plaikner                        | Damiano Lugon                       | Erich Graber                             |
| 13. Europapokal 1979 Olang         | Doppelsitzer      | Johann Mair Herbert Mair                | Oswald Pörnbacher Erich Graber      | Damiano Lugon Andrea Millet              |
| 14. Europapokal 1980 Inzing        | Einsitzer Damen   | Roswitha Fischer                        | Gertraud Wechselberger              | Hilde Fuchs                              |
| 14. Europapokal 1980 Inzing        | Einsitzer Herren  | Otto Bachmann                           | Alfred Kogler                       | Damiano Lugon                            |
| 14. Europapokal 1980 Inzing        | Doppelsitzer      | Oswald Pörnbacher Raimund Pigneter      | Martin Jud Harald Steinhauser       | Damiano Lugon Andrea Millet              |
| 15. Europapokal 1981 Unterammergau | Einsitzer Damen   | Herta Hafner                            | Delia Vaudan                        | Sonja Wohlfarter                         |
| 15. Europapokal 1981 Unterammergau | Einsitzer Herren  | Otto Bachmann                           | Alfred Kogler                       | Giuseppe Cerise                          |
| 15. Europapokal 1981 Unterammergau | Doppelsitzer      | Damiano Lugon Andrea Millet             | Martin Jud Ernst Oberhammer         | Ernst Marmsoler Richard Marmsoler        |
| 16. Europapokal 1982 Olang         | Einsitzer Damen   | Herta Hafner                            | Delia Vaudan                        | Helene Mitterstieler                     |
| 16. Europapokal 1982 Olang         | Einsitzer Herren  | Otto Bachmann                           | Damiano Lugon                       | Giuseppe Cerise                          |
| 16. Europapokal 1982 Olang         | Doppelsitzer      | Martin Jud Harald Steinhauser           | Andreas Jud Ernst Oberhammer        | Werner Prantl Florian Prantl             |
| 17. Europapokal 1983 Inzing        | Einsitzer Damen   | Helene Mitterstieler                    | Elfriede Pirkmann                   | Herta Hafner                             |
| 17. Europapokal 1983 Inzing        | Einsitzer Herren  | Werner Beikircher                       | Damiano Lugon                       | Alfred Kogler                            |
| 17. Europapokal 1983 Inzing        | Doppelsitzer      | Wolfgang Erlacher Alfred Kogler         | Helmut Hutter Josef Theurl          | Richard Huter Klaus Motz                 |
| 18. Europapokal 1984 Unterammergau | Einsitzer Damen   | Paula Peintner                          | Hilde Fuchs                         | Herta Hafner                             |
| 18. Europapokal 1984 Unterammergau | Einsitzer Herren  | Alfred Kogler                           | Martin Jud                          | Harald Steinhauser                       |
| 18. Europapokal 1984 Unterammergau | Doppelsitzer      | Alfred Kogler Franz Huber               | Martin Jud Harald Steinhauser       | Andreas Jud Ernst Oberhammer             |
| 19. Europapokal 1985 Olang         | Einsitzer Damen   | Delia Vaudan                            | Irmgard Lanthaler                   | Herta Hafner                             |
| 19. Europapokal 1985 Olang         | Einsitzer Herren  | Damiano Lugon                           | Giuseppe Cerise                     | Andreas Jud                              |
| 19. Europapokal 1985 Olang         | Doppelsitzer      | Raimund Pigneter Georg Antholzer        | Roland Trattnig Harald Rabitsch     | Andreas Jud Ernst Oberhammer             |
| 20. Europapokal 1986 Inzing        | Einsitzer Damen   | Angelika Widmann                        | Elisabeth Als                       | Herta Hafner                             |
| 20. Europapokal 1986 Inzing        | Einsitzer Herren  | Manfred Danklmaier                      | Matthäus Hofer                      | Willi Danklmaier                         |
| 20. Europapokal 1986 Inzing        | Doppelsitzer      | Matthäus Hofer Gerhard Hirzegger        | Arnold Lunger Günther Steinhauser   | Raimund Pigneter Georg Antholzer         |
| 21. Europapokal 1987               | nicht ausgetragen | nicht ausgetragen                       | nicht ausgetragen                   | nicht ausgetragen                        |
| 22. Europapokal 1988 Oberperfuss   | Einsitzer Damen   | Delia Vaudan                            | Ingrid Koch                         | Elisabeth Als                            |
| 22. Europapokal 1988 Oberperfuss   | Einsitzer Herren  | Andreas Jud                             | Franz Obrist                        | Josef Kinigadner                         |
| 22. Europapokal 1988 Oberperfuss   | Doppelsitzer      | Andreas Jud Günther Steinhauser         | Almir Betemps Corrado Herin         | Arthur Gatt August Strickner             |
| 23. Europapokal 1989 Oberperfuss   | Einsitzer Damen   | Delia Vaudan                            | Elisabeth Als                       | Ingrid Koch                              |
| 23. Europapokal 1989 Oberperfuss   | Einsitzer Herren  | Franz Obrist                            | Damiano Lugon                       | Andreas Jud                              |
| 23. Europapokal 1989 Oberperfuss   | Doppelsitzer      | Andreas Jud Günther Steinhauser         | Almir Betemps Corrado Herin         | Reinhold Buchmann Manfred Als            |
| 24. Europapokal 1990               | nicht ausgetragen | nicht ausgetragen                       | nicht ausgetragen                   | nicht ausgetragen                        |
| 25. Europapokal 1991 Unterammergau | Einsitzer Damen   | Ljubow Panjutina                        | Angelika Widmann                    | Doris Perathoner                         |
| 25. Europapokal 1991 Unterammergau | Einsitzer Herren  | Gerhard Pilz                            | Hans Noll                           | Josef Kinigadner                         |
| 25. Europapokal 1991 Unterammergau | Doppelsitzer      | Günther Steinhauser Arnold Lunger       | Reinhold Buchmann Manfred Als       | Roland Haslwanter Peter Lechner          |
| 26. Europapokal 1992 Olang         | Einsitzer Damen   | Delia Vaudan                            | Doris Perathoner                    | Jeanette Koppensteiner                   |
| 26. Europapokal 1992 Olang         | Einsitzer Herren  | Gerhard Pilz                            | Günther Steinhauser                 | Manfred Gräber                           |
| 26. Europapokal 1992 Olang         | Doppelsitzer      | Roland Niedermair Hubert Burger         | Jürgen Pezzi Christian Hafner       | Krzysztof Niewiadomski Oktawian Samulski |
| 27. Europapokal 1993 Inzing        | Einsitzer Damen   | Doris Perathoner                        | Jeanette Koppensteiner              | Renate Hinteregger                       |
| 27. Europapokal 1993 Inzing        | Einsitzer Herren  | Almir Betemps                           | Stefan Haslwanter                   | Stefan Kögler                            |
| 27. Europapokal 1993 Inzing        | Doppelsitzer      | Michael Bischofer Herbert Kögl          | Walter Mauracher Georg Eberharter   | Almir Betemps Corrado Herin              |
| 28. Europapokal 1994               | nicht ausgetragen | nicht ausgetragen                       | nicht ausgetragen                   | nicht ausgetragen                        |
| 29. Europapokal 1995 Olang         | Einsitzer Damen   | Elvira Holzknecht                       | Irene Mitterstieler                 | Sandra Mariner                           |
| 29. Europapokal 1995 Olang         | Einsitzer Herren  | Franz Obrist                            | Manfred Gräber                      | Georg Eberharter                         |
| 29. Europapokal 1995 Olang         | Doppelsitzer      | Martin Psenner Arthur Künig             | Roland Niedermair Hubert Burger     | Reinhard Beer Gerhard Pilz               |